# Timonius albus
Timonius albus là một loài thực vật có hoa trong họ Thiến thảo. Loài này được Volkens miêu tả khoa học đầu tiên năm 1901.